# Климченко, Константин Михайлович
Константин Михайлович Климченко (1816 — 1849) — русский скульптор.

## Биография
Вольноприходящий учащийся Императорской Академии художеств (1834—1839). Получил медали: малые серебряные (1834 и 1837), большую серебряную и малую золотую (1838) за барельеф «Авраамово жертвоприношение».
Закончил Императорскую Академию художеств с большой золотой медалью (1839), присужденной ему за статую «Парис с яблоком». Получил от Академии художеств звание художника с правом на чин XIV класса (1839). Был отправлен пенсионером Академии художеств за границу для совершенствования (1842).
Вылепил барельеф: «Карамзин читает свою Историю российского государства пред императором Александром I» (для пьедестала под памятником Карамзина в Симбирске, по проекту Гальберга). Находясь в Риме, исполнил статуи «Девушка с зеркалом» и «Нарцисс, любующийся своим отражением в источнике», изготовил эскиз статуи «Вакханка» и придумывал скульптурные украшений для внешних стен московского Храма Христа Спасителя.

## Галерея

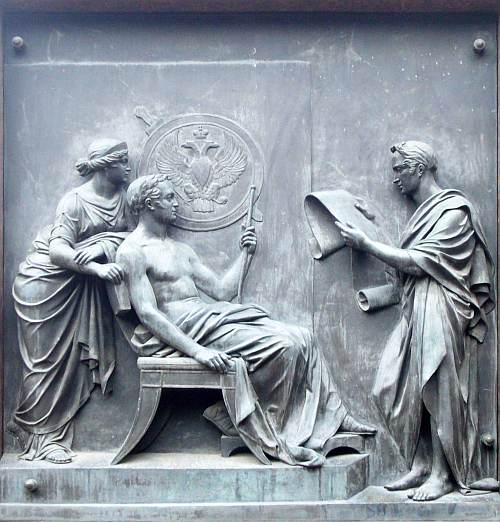
Северный горельеф на Памятнике Н. М. Карамзину (Симбирск). Скульптор К. М. Климченко.
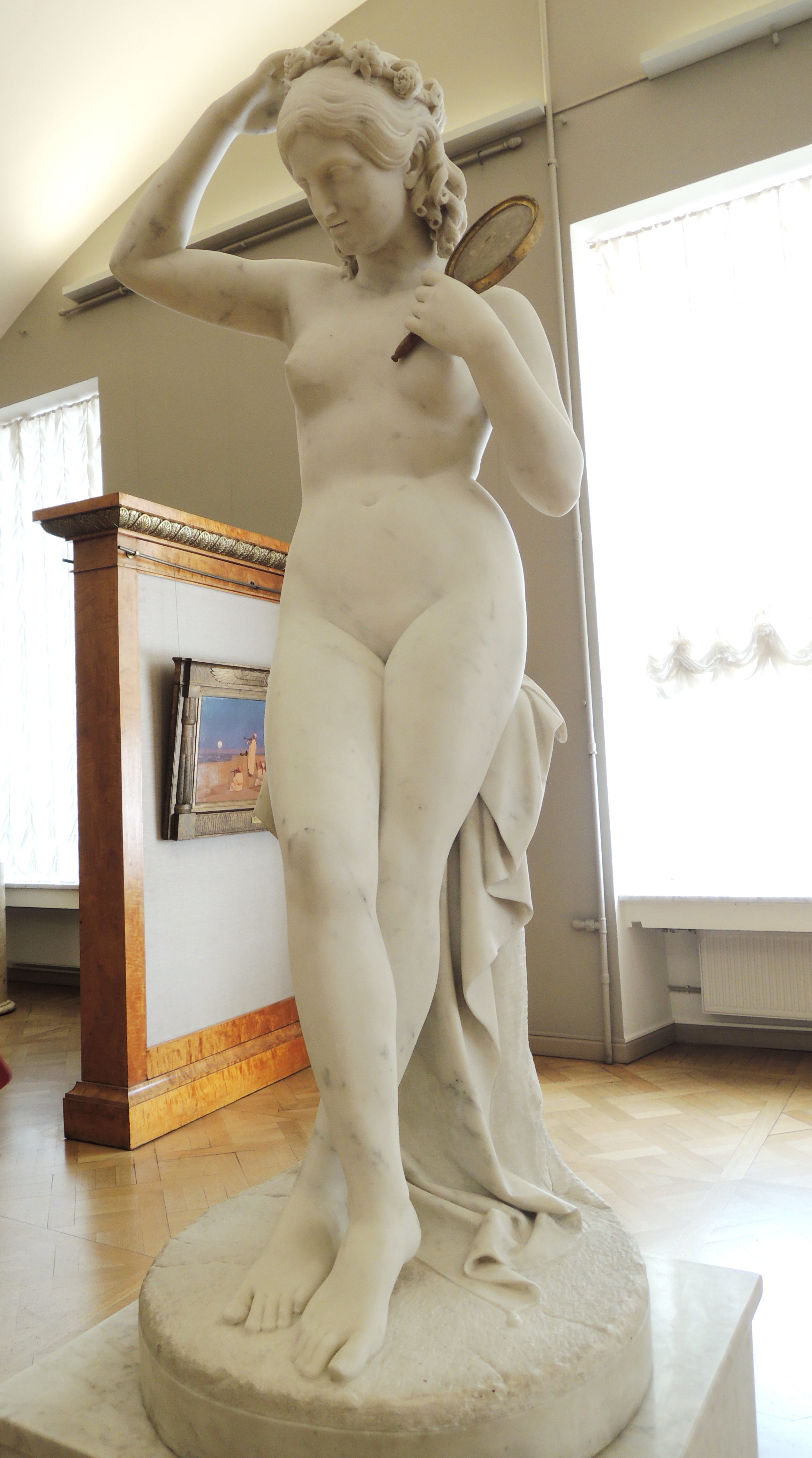
Статуя «Девушка с зеркалом». Рим.